# Ballade vom Brennesselbusch

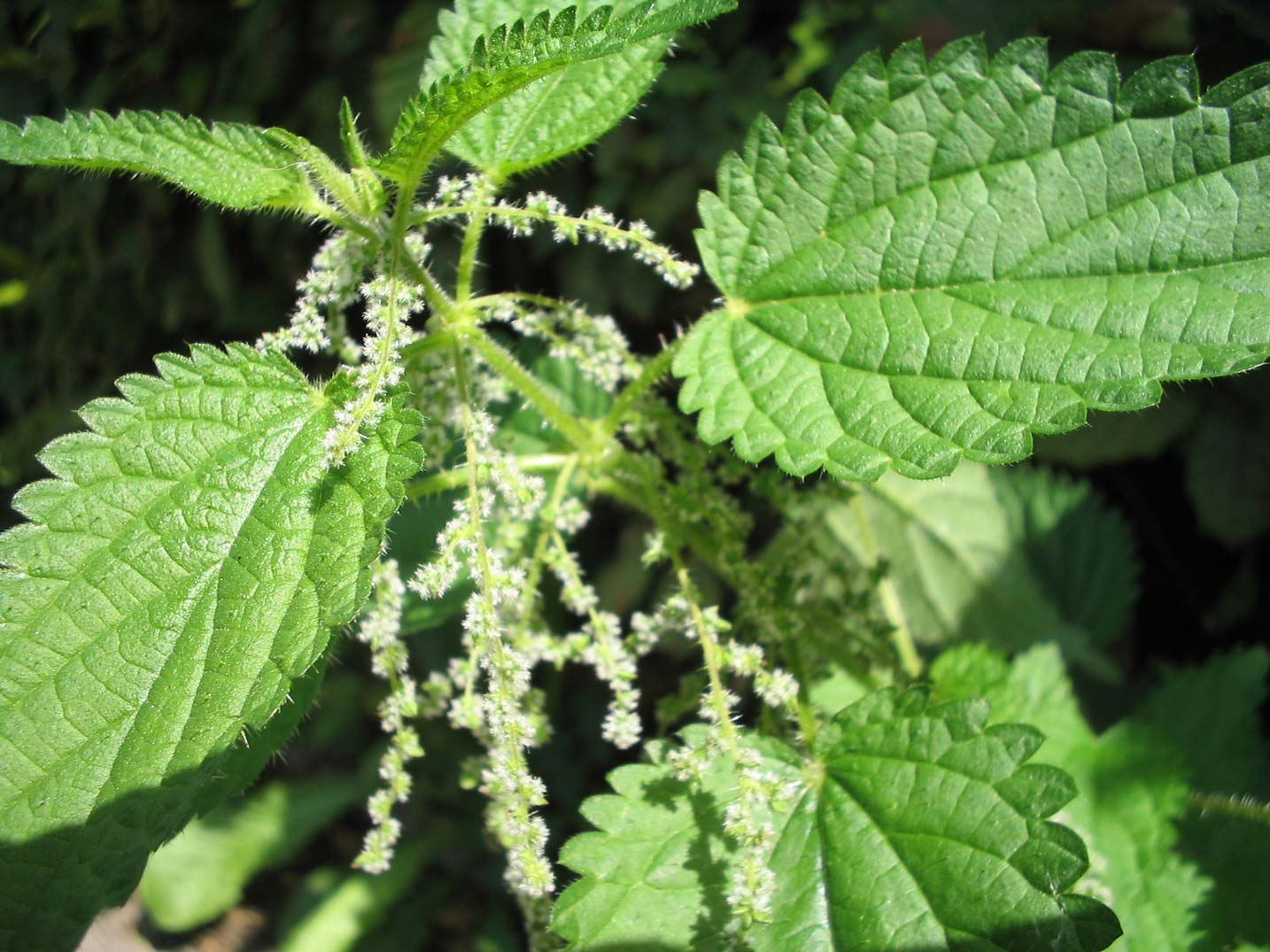
Brennnessel

Die Ballade vom Brennnesselbusch ist eine Liebesballade von Börries von Münchhausen aus dem Jahr 1910.

## Inhalt
Ein Königssohn und seine Geliebte Maleen schwören sich ewige Liebe an einem Heidehügel, der mit Brennnesseln bewachsen ist. Diese Nesseln am Straßenrand soll sie immer an ihre Liebe und ihren Schwur erinnern. Die Zeit vergeht und der Königssohn heiratet eine Königstochter. Auf der Jagd erinnern ihn Nesseln an Maleen. Als ihn die Königin nach dem Grund seiner Melancholie fragt, schweigt er. Doch einige Tage später trifft sie eine Magd, die den Namen trägt, den sie zuvor von dem König gehört hatte. Sie ahnt den Zusammenhang und stürzt sich ins Meer. Das Gedicht endet mit den folgenden Versen:

Liebe fragte Liebe: "Sag, weshalb du weinst?"  

Raunte Lieb zur Liebe: "Heut ist nicht mehr wie einst!"  

Liebe klagte Liebe: "Ists nicht wie vorher?"  

Sprach zur Liebe Liebe: "Nimmer – nimmermehr." 

## Kommentar
Die Ballade behandelt das Thema vom Schicksal zweier Liebender, die nicht zueinander kommen konnten. Die geschworene Treue dauerte nur eine kurze Zeit.
Sie beruht offenbar auf dem Märchen Jungfrau Maleen, vielleicht auch Die Nixe im Teich.